# Aeroportul Momote
Aeroportul Momote (IATA: MAS, ICAO: AYMO) este un aeroport din Manus Province⁠(d), Papua Noua Guinee.
Situat la o altitudine de 4 m, aeroportul dispune de o singură pistă.